# La Musa Oscura
La Musa Oscura (Die dunkle Muse) è un romanzo dello scrittore liechtensteinese Armin Öhri, pubblicato nel 2012 e vincitore nel 2014 del Premio letterario dell'Unione europea.
Edito dalla casa editrice Gmeiner, è il primo romanzo della serie che vede come protagonista il giovane studente Julius Bentheim. È stato tradotto in albanese, croato, italiano e spagnolo.

## Trama
Il romanzo è ambientato a Berlino, durante l'età bismarckiana, e ha inizio nel luglio 1865.
Il protagonista è Julius Bentheim, un giovane ragazzo prussiano di 19 anni, molto abile nel disegno e nella pittura. Studente di giurisprudenza, al fine di pagarsi gli studi sfrutta le sue doti artistiche lavorando presso la polizia locale come disegnatore di scene del crimine.
Appena giunge all'orecchio dell'ispettore Gideon Horlitz la notizia di un omicidio, che ha come vittima una giovane prostituta di nome Lene Kulm, decide di seguire le indagini assieme alla polizia. Esordisce così nel mondo dell'investigazione, arrivando a capire qual è stato il movente dell'assassino e prendendo parte al processo che vede come imputato il professore di filosofia Botho Goltz.

## Personaggi
- Julius Bentheim, giovane adolescente protagonista del romanzo. I suoi studi di legge assieme al suo lavoro notturno di disegnatore per la polizia gli lasciano poco tempo libero a disposizione, compensato però dalla fitta somma di denaro che riceve come paga. Amante dei lavori che gli vengono assegnati dalla polizia in giro per Berlino, decide di seguire personalmente le indagini di un nuovo omicidio al fianco dell'ispettore Horlitz;
- Botho Goltz, eccentrico e rispettato professore di filosofia,[1] membro di un'associazione antropologica e dell'Accademia Reale Prussiana delle Scienze. Nelle indagini sull'omicidio di una giovane prostituta tutte le prove raccolte dalla polizia fanno sospettare di lui,[2] cominciando da una sua stessa dichiarazione in cui racconta di essere il responsabile dell'omicidio. Nonostante ciò, con la sua brillante astuzia,[1] riesce a far cadere tutte le prove e le accuse mosse dalla polizia nei suoi confronti,[1] rendendo quasi impossibile la risoluzione del caso;
- Maddalene "Lene" Klum, giovane ragazza di 21 anni dal viso ovale e gli occhi di color verde scuro. Lavora sia come assistente in un macello che come prostituta, per permettersi di pagare l'affitto del suo appartamento. Muore assassinata, evento che porta Julius Bentheim ad iniziare la sua attività di investigatore dilettante;[3]
- Godeon Horlitz, ispettore di polizia con cui Julius collabora;
- Moritz Bissing, commissario di polizia e conoscente personale del professor Goltz;
- Theodor Görne, avvocato del professor Goltz. Ha 53 anni, un fisico paffuto e capelli grigi finemente pettinati;
- Karl Otto von Leps, anziano giudice istruttore dal fisico magro.

## Traduzioni

### In lingua italiana
- Armin Öhri, La Musa Oscura, Atmosphere, 2016.[4]

### In lingue straniere
- (SQ) Armin Öhri, Muza ed errët, Dituria, 2016.[4]
- (HR) Armin Öhri, Tamna muza, Naklada Ljevak, 2016.[4]
- (ES) Armin Öhri, La musa oscura, Impedimenta, 2016.[4]